# Demián Filloy
Demián Filloy (Córdoba, 27 aprile 1982) è un ex cestista argentino con cittadinanza italiana.

## Carriera
Demián proviene da una famiglia di cestisti: il padre Germán arrivò a vestire la canotta della nazionale argentina, mentre i tre fratelli Ariel, Pablo e Juan sono anch'essi cestisti.
Cresce nel settore giovanile dell'Atenas Córdoba, formazione argentina in cui milita fino al gennaio del 2002 quando approda in Italia alla Silver Porto Torres, all'epoca relegata nel campionato di C1. Durante i due anni e mezzo vissuti in terra sarda conquista una doppia promozione con il suo club, dalla C1 alla B1.
Ristabilitosi da un infortunio al ginocchio, nell'agosto del 2004 firma un contratto triennale con il Basket Rimini Crabs.
Nel periodo trascorso con la squadra romagnola si mette in luce tanto da attirare le attenzioni della Sutor Montegranaro, che lo ingaggia nel 2007 facendolo così debuttare nella massima serie. Di rientro dopo una breve parentesi in prestito a Reggio Emilia, la società sutorina gli affida il ruolo di capitano per la stagione 2009-10, nuovamente disputata in Serie A.
Nell'estate del 2010 il club marchigiano ingaggia l'italo-americano Maestranzi, e complice la regola che permette un unico italiano passaportato a referto, Filloy viene girato con la formula del prestito annuale in quello che è stato un ritorno ai Crabs Rimini: nonostante sia un'ala che sfiori appena i due metri, al termine della stagione riesce ad essere il miglior rimbalzista del campionato catturandone in media 9,3 a partita. Il prestito termina, Rimini viene relegata in quarta serie per problemi economici mentre Demián ha una seconda parentesi con la Pallacanestro Reggiana dove resta per altri due anni tra Legadue e Serie A. Terminato il contratto con gli emiliani, Filloy approda in Sicilia a Barcellona Pozzo di Gotto in seconda serie.
Dopo un passaggio in Argentina nella Atenas Córdoba, nell'estate del 2015 torna in Italia per giocare nella Pallacanestro Trapani.